# Rodrigo Cabeça
Rodrigo Cabeça (nacido el 14 de enero de 1992) es un futbolista brasileño que se desempeña como delantero.
Jugó para clubes como el Desportivo Brasil, Matsumoto Yamaga FC, Guaratinguetá, Al-Shabab Manama, Icasa y Kataller Toyama.

## Trayectoria

### Clubes
| Club                | País   | Año         |
| ------------------- | ------ | ----------- |
| Desportivo Brasil   | Brasil | 2012 - 2014 |
| Matsumoto Yamaga FC | Japón  | 2013        |
| Guaratinguetá       | Brasil | 2014        |
| Al-Shabab Manama    | Baréin | 2015 - 2016 |
| Icasa               | Brasil | 2016        |
| Kataller Toyama     | Japón  | 2017        |